# Ghatiana
Ghatiana is een geslacht van kreeftachtigen uit de klasse van de Malacostraca (hogere kreeftachtigen).

## Soorten
- Ghatiana aurantiaca Pati & Sharma, 2014
- Ghatiana hyacintha Pati & Sharma, 2014